# Novo Selo Koreničko
Novo Selo Koreničko is een plaats in de gemeente Plitvička Jezera in de Kroatische provincie Lika-Senj. De plaats telt 38 inwoners (2001).